# Atlantropa

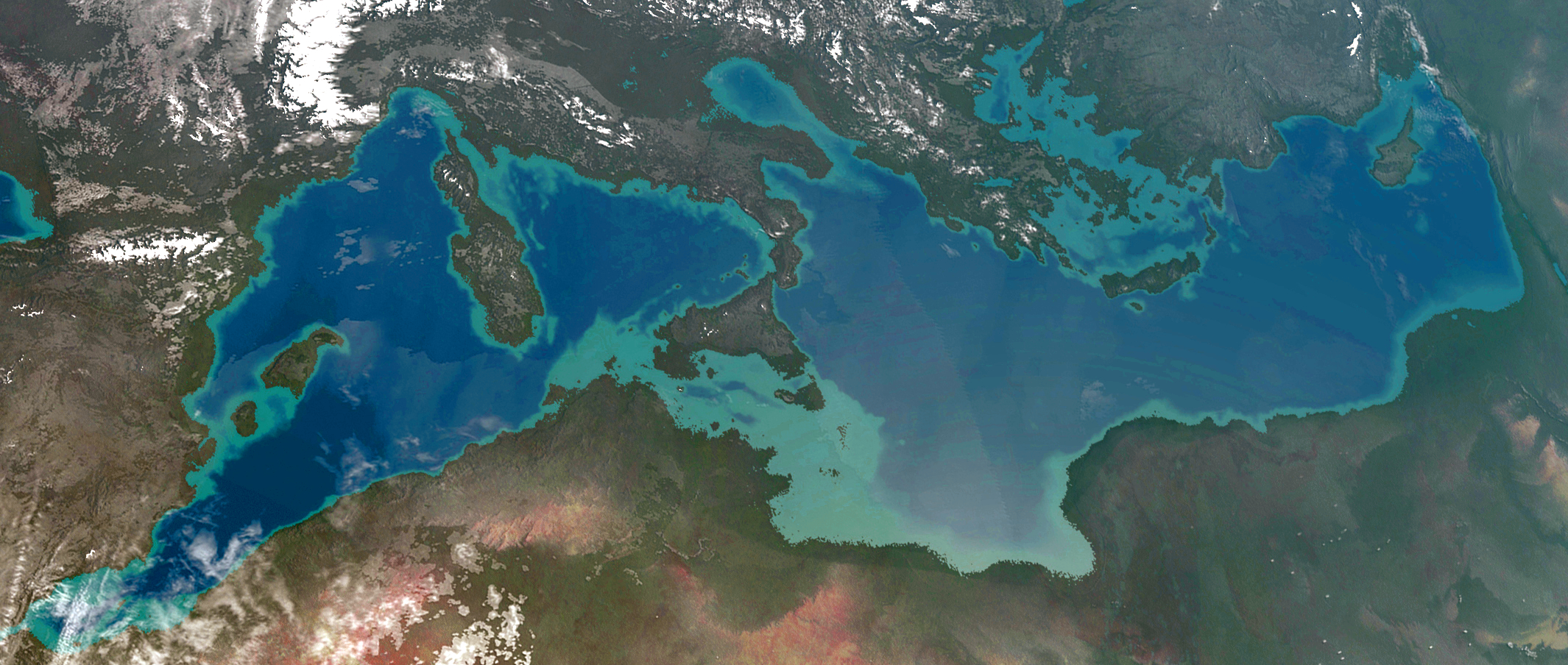
Vue d'artiste de la région méditerranéenne avec le projet Atlantropa.

L'Atlantropa, également appelé Panropa, était un gigantesque projet d'ingénierie et de colonisation conçu par l'architecte allemand Herman Sörgel dans les années 1920 et promu par lui jusqu'à sa mort, en 1952,. Le projet consistait à construire plusieurs barrages hydroélectriques en des points clés de la mer Méditerranée, comme le détroit de Gibraltar et le Bosphore, afin de provoquer une baisse du niveau de la mer et de créer de nouvelles terres à coloniser. Il avait été proposé comme une alternative pan-européenne pacifique aux concepts de Lebensraum de l'Allemagne nazie.

## Projet

### Organisation

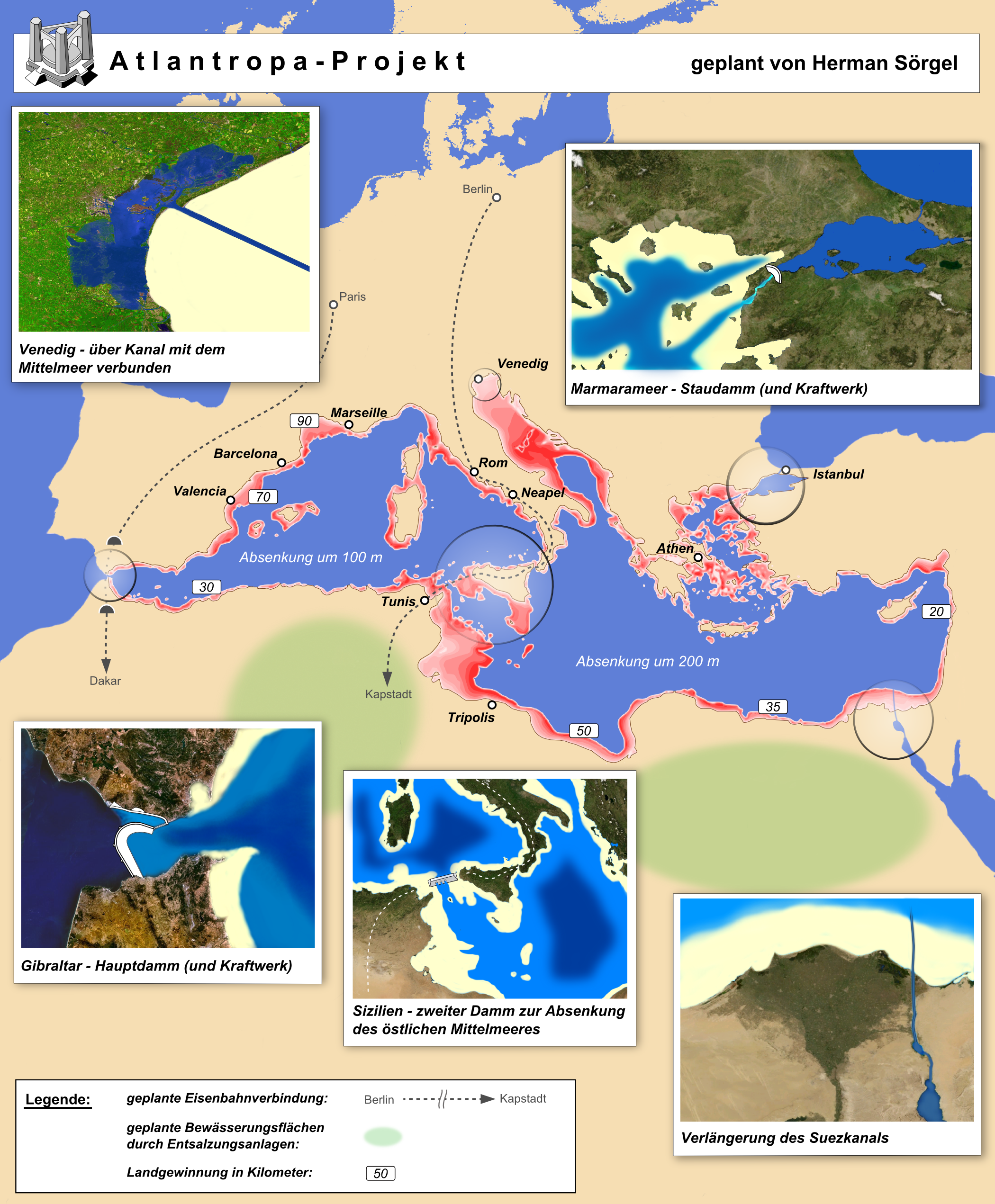
Carte du projet Atlantropa (en allemand).

L'Atlantropa a été inspiré par la nouvelle compréhension de la crise de salinité messinienne, un événement géologique pan-méditerranéen qui s'est produit il y a 5 à 6 millions d'années. Les géologues contemporains ont démontré que les grands dépôts de sel entourant la côte méditerranéenne étaient le résultat de son isolement partiel par un rétrécissement des voies maritimes reliant l'Atlantique. Aujourd'hui, la plupart des géoscientifiques pensent que la Méditerranée a subi un important retrait au cours de cette période, d'au moins quelques centaines de mètres. 
La base constitutive du projet était la construction d'un immense barrage hydro-électrique de 35 km de long au niveau du détroit de Gibraltar, ce qui aurait permis d'isoler la mer Méditerranée de l'océan Atlantique. Ce barrage aurait eu un débit de plus de 88 000 mètres cubes d'eau par seconde, ce qui aurait permis la production d'au moins 50 000 mégawatts, soit environ l'équivalent de 31 EPR. Ce barrage fut dessiné par Bruno Siegwart et devait comprendre des usines hydroélectriques souterraines et un jeu de canaux et d'écluses. Ces dernières devaient être signalées du côté Atlantique par une tour haute de plus de 400 mètres.
Afin de limiter sa hauteur, le barrage avait été dessiné en forme de coude afin qu'il se trouve, le plus possible, dans des zones d'eau peu profonde. En effet, ainsi, seule une section de cinq kilomètres aurait été située dans une zone d'eau plus profonde au lieu de douze kilomètres, la largeur du détroit.
Cette construction aurait permis de limiter l'approvisionnement en eau de la mer Méditerranée, dont le niveau aurait diminué de 20 % (la mer aurait totalement disparu en moins de 2 000 ans si la perte était d'un mètre par an). Selon des calculs, si le niveau de la mer diminuait de 80 cm par an, il aurait fallu deux siècles pour atteindre le niveau souhaité. Cela aurait permis de gagner 233 000 km2 de friches, quasiment la superficie de la Roumanie, principalement au niveau de l'Afrique du Nord.
De plus, deux voies ferrées étaient prévues, ce qui aurait permis de relier Berlin, Rome et Le Cap.
Le projet prévoyait aussi la construction d'un second barrage de plus petite envergure entre la botte de l'Italie, la Sicile et la Tunisie. La mer Méditerranée aurait alors été divisée en deux bassins. Le bassin occidental aurait été d'un niveau inférieur de 100 mètres à la normale, et le niveau du bassin oriental aurait été inférieur de 200 mètres. Le barrage entre ces deux bassins aurait permis la production d'énergie électrique dans l'optique d'un épuisement à long terme des ressources en charbon et en pétrole.
L'Europe aurait ainsi eu en sa possession des moyens de production d'énergie suffisants pour tout son territoire.
Sörgel avait prévu la production d'électricité grâce aux lacs africains. Elle aurait été transmise en Europe grâce à trois lignes très haute tension. La première serait passée par le détroit de Gibraltar, la deuxième aurait bordé la mer Méditerranée par l'Égypte, la Palestine et la Syrie pour entrer en Europe par l'intermédiaire de la mer Noire et de la vallée du Danube. La troisième aurait été établie grâce à la pose d'un câble sous-marin entre l'Afrique du Nord et l'Italie via la Sicile.
L'abaissement du niveau de la mer Méditerranée aurait provoqué l'assèchement de presque toutes les villes et les ports en bordure de celle-ci. L'architecte Peter Behrens imagina et dessina des digues pour maintenir en eau les ports historiques comme Gênes ou Venise et les plans de nouveaux ports à construire.
Un barrage devait être construit sur le fleuve Congo pour créer un très important lac artificiel, dont une partie de l'eau devait permettre d'irriguer le Sahara en passant par le lac Tchad. 
L'abaissement de la Méditerranée permettrait de produire d'immenses quantités d'énergie électrique, garantissant la croissance de l'industrie. Contrairement aux combustibles fossiles, cette source d'énergie ne serait pas sujette à épuisement. De vastes étendues de terre seront libérées pour l'agriculture, y compris le Sahara, qui sera irrigué à l'aide de trois lacs artificiels de la taille d'une mer en Afrique. Les travaux publics massifs, qui devaient durer plus d'un siècle, allègeraient le chômage, et l'acquisition de nouvelles terres réduirait la pression de la surpopulation, qui, selon Sörgel, était la cause fondamentale des troubles politiques en Europe. Il pensait également que l'effet du projet sur le climat ne pourrait être que bénéfique et que le climat pourrait être modifié pour le mieux jusque dans les îles britanniques car un Gulf Stream plus efficace créerait des hivers plus chauds Le Moyen-Orient, sous le contrôle d'une Atlantropa consolidée, serait une source d'énergie supplémentaire et un rempart contre le péril jaune. 

### Objectifs
L'objectif utopique était de résoudre tous les problèmes majeurs de la civilisation européenne par la création d'un nouveau continent, "Atlantropa", composé de l'Europe et de l'Afrique, qui serait habité par des Européens. Sörgel est convaincu que pour rester compétitive face aux Amériques et à une "Pan-Asie" orientale émergente, l'Europe doit devenir autosuffisante, ce qui signifie posséder des territoires dans toutes les zones climatiques. L'Asie resterait à jamais un mystère pour les Européens, et les Britanniques ne seraient pas en mesure de maintenir leur empire mondial à long terme, un effort européen commun pour coloniser l'Afrique était donc nécessaire. 
Le projet visait principalement la production d'énergie, l'acquisition de nouvelles terres par l'abaissement du niveau de la Méditerranée et enfin l'union entre les continents européen et africain. L'Europe aurait eu un approvisionnement intarissable en énergie (carburant et électricité), ce qui aurait permis d'unir les Européens dans un projet pacifique commun, fournir de nouvelles terres pour l'agriculture et l'industrie et relier le continent à l'Afrique. 
Cela aurait aussi permis en d'autres termes de rattacher l'Europe à l'Afrique, ce qui aurait pu avoir de nombreux effets d'après son inventeur : sécurisation des apports en matières premières, irrigation du Sahara, création d'un centre mondial géopolitique à Genève.
Enfin, Atlantropa aurait permis d'assurer de façon certaine des marchés industriels et commerciaux à l'Europe. 
Sörgel considérait son projet, qui devait durer plus d'un siècle, comme une alternative paneuropéenne pacifique aux concepts de Lebensraum, qui deviendront plus tard l'une des raisons déclarées de la conquête de nouveaux territoires par l'Allemagne nazie. L'Atlantropa fournirait : des terres, de la nourriture, des emplois, de l'énergie électrique et, surtout, une nouvelle vision pour l'Europe et l'Afrique voisine.
Le mouvement Atlantropa, au long des décennies, s'est caractérisé par quatre constantes: 
- Le pacifisme, dans ses promesses d'utilisation pacifique de la technologie
- Le sentiment Pan-Européen, qui voit dans le projet un moyen d'unir une Europe déchirée par la guerre
- Les attitudes eurocentriques envers l'Afrique, qui devait s'unir à l'Europe pour former l'Atlantropa ou l'Eurafrique
- La géopolitique néocoloniale, qui voyait le monde divisé en trois blocs : L'Amérique, l'Asie et l'Atlantropa[13].

## Promotion

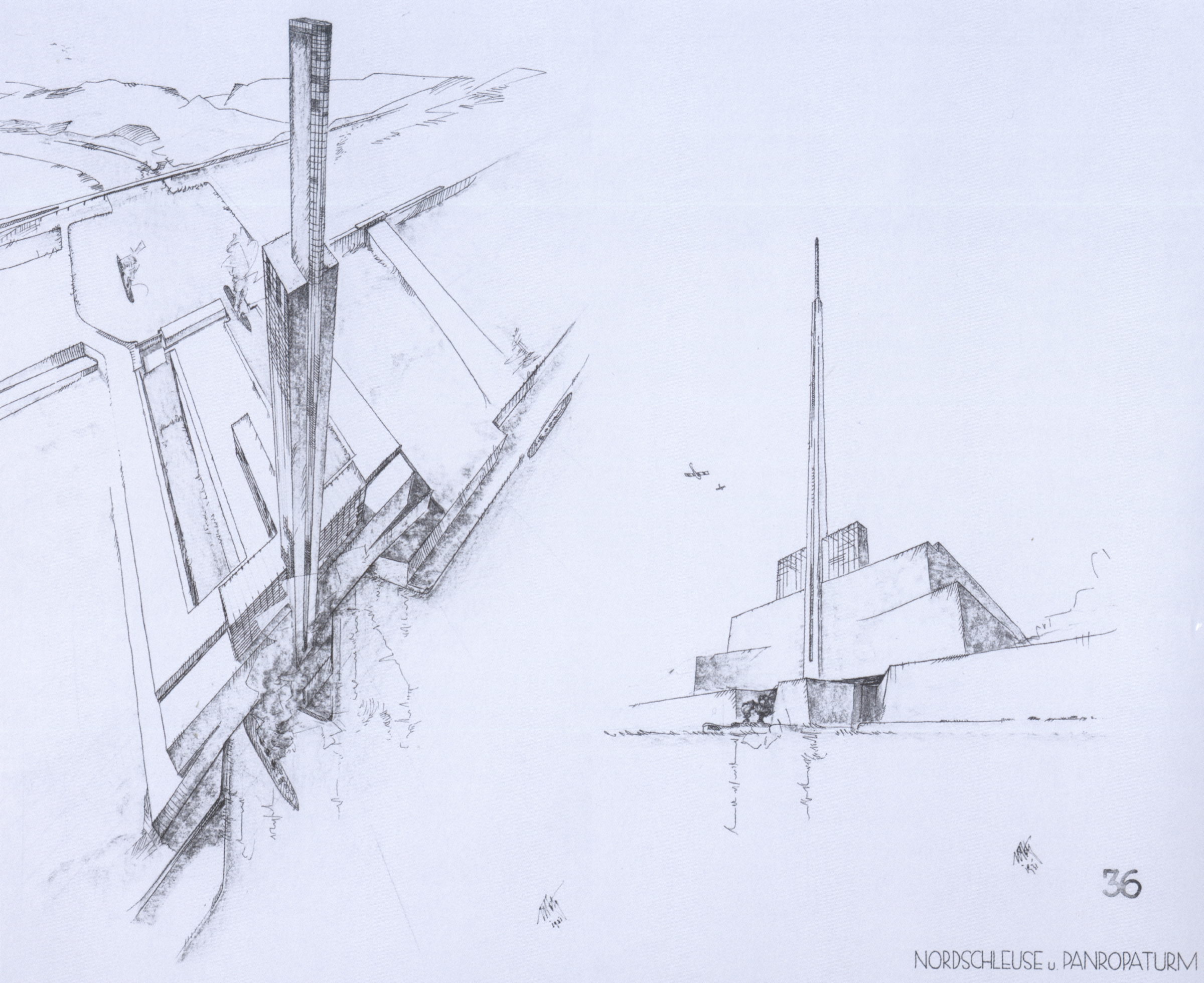
La porte du barrage de Gibraltar dessinée par Peter Behrens en 1931.

Bien qu'incomplet, le projet fut pour la première fois exposé au public en mars 1928. À l'époque, le New York Times publia un article à ce sujet. Herman Sörgel fut alors invité à l'exposition universelle de Barcelone en 1929.
Une exposition ambulante se déplaçait en Allemagne et en Autriche afin de promouvoir le projet et de collecter des fonds en vue du démarrage des travaux. Cela était géré par « l'Atlantropa-Union ». L'exposition se déplaça en 1930 à Munich, en 1931 à Essen, Hambourg et Berlin et en 1932 à Zurich, Munich et Dortmund et provoqua l'étonnement de ses visiteurs et entraîna par la suite une déferlante d'articles, livres, conférences, films et nouvelles expositions. Cela prouve l'intérêt provoqué par le projet.
Avec l'arrivée en 1933 au pouvoir du NSDAP, Sörgel nourrit de plus grandes ambitions à propos de son projet, noue des contacts auprès du nouveau pouvoir, expose son projet et fournit de nombreux plans et dessins. Malheureusement pour lui, les Allemands n'avaient pas les mêmes projets que lui : Adolf Hitler avait déjà exprimé sa volonté dans Mein Kampf d'étendre l'emprise de l'Allemagne vers non le sud mais l'est.
Sörgel fut aussi invité à présenter son projet à l'exposition universelle de New York en 1939.
Le romancier John Knittel, dans son livre Amédée, écrit en 1939, met en scène un ingénieur suisse convaincu de la nécessité de ce projet. À plusieurs reprises, ce roman explique cette grande idée. L'avant-propos nous apprend que « l'auteur, d'accord avec Herman Soergel, a exposé le projet d'Atlantrope dans le présent volume, par le truchement de son principal personnage ». 
Le matériel publicitaire produit pour Atlantropa par Sörgel et ses partisans contient des plans, des cartes et des modèles à l'échelle de plusieurs barrages et de nouveaux ports sur la Méditerranée, des vues du barrage de Gibraltar couronné par une tour de 400 mètres (1 300 pieds) conçue par Peter Behrens, des projections de la croissance de la production agricole, des esquisses d'un réseau électrique panatlantique, et même des dispositions pour la protection de Venise en tant que repère culturel. Les préoccupations relatives au changement climatique ou aux tremblements de terre, lorsqu'elles étaient mentionnées, étaient présentées comme positives plutôt que négatives. Le livre Die Drei Grossen A, publié par Sörgel en 1938, comporte une citation d'Hitler sur la page de garde pour démontrer que le concept était conforme à l'idéologie nazie.
Après la Seconde Guerre mondiale, l'intérêt a été ravivé lorsque les Alliés  ont cherché à créer des liens plus étroits avec leurs colonies en Afrique afin de lutter contre l'influence marxiste croissante dans cette région, mais l'invention de l'énergie nucléaire, le coût de la reconstruction et la fin du colonialisme ont rendu Atlantropa politiquement irréalisable, bien que l'Institut Atlantropa ait continué d'exister jusqu'en 1960.

## Herman Sörgel
Le projet Atlantropa aura occupé l'existence d'Herman Sörgel à partir de 1928 jusqu'à son décès en 1952. Il aura tout au long de sa vie essayé de promouvoir son projet. À travers ce projet, l'architecte voulait créer un centre géopolitique mondial, un nouveau continent, qui aurait permis l'union de l'Afrique et de l'Europe. Rien ne semblait insurmontable pour l'architecte, même l'arrivée de l'énergie nucléaire.
En formulant le projet d'Atlantropa, il avait un objectif de rayonnement mondial. En effet, le monde aurait ainsi été divisé en trois « A » : Amérique, Atlantropa, Asie. Il croyait que ce serait le seul moyen pour l'Europe de tirer son épingle du jeu face aux capitaux américains et à la population asiatique. De plus, l'Europe aurait ainsi un accès direct et privilégié aux matières premières africaines.
Il avait mis en place son projet avant tout pour l'homme afin de promouvoir l'homme nouveau. Il voulait résoudre les problèmes que connaissait la civilisation européenne : « Soit Atlantropa, soit le déclin du monde ». 
Afin de mettre toutes les chances de son côté, l'architecte fit appel à plusieurs de ses collègues ou ingénieurs :
- la pièce maîtresse de son projet, le barrage du détroit de Gibraltar, fut dessinée par son collaborateur le plus proche, l'ingénieur Bruno Siegwart, le directeur de la compagnie Royal Dutch Shell[8] ;
- l'architecte Peter Behrens réalisa des projets de construction de nouveaux ports et évoqua aussi l'idée de protéger les plus beaux et anciens ports[8] ;
- Erich Mendelsohn se chargea enfin de l'aménagement de la Palestine, qui, à la suite de l'abaissement du niveau de la mer Méditerranée, aurait disposé d'un plus important territoire. Ces éléments auraient pu permettre la résolution du conflit israélo-palestinien avant son commencement et l'installation de colonisateurs juifs[8].

Sörgel a produit de nombreux textes, dessins et plans afin d'étayer son projet et de le rendre crédible. Ses travaux les plus importants et les plus nombreux ont globalement été publiés avant l'arrivée au pouvoir des nazis. Ceux-ci ne considéraient pas le projet intéressant, leur vision expansionniste étant davantage tournée vers l'est. De plus, Sörgel avait une vision pacifiste dans son projet, ce qui n'était pas le cas du nazisme et lui valut l'interdiction de publication en Allemagne durant la Seconde Guerre mondiale.
Sörgel voyait la construction et le mouvement dans la ville un peu de la même manière que Fritz Lang dans son film Metropolis. 

## Critiques
Le soutien actif provenait principalement des architectes et urbanistes d'Allemagne et d'un certain nombre de pays d'Europe du Nord.  
Les critiques ont contesté le projet pour diverses raisons, du manque de coopération des pays méditerranéens dans la planification aux impacts qu'il aurait eu sur les communautés côtières historiques, qui se seraient retrouvées à l'intérieur des terres lorsque la mer se serait retirée.  
Le projet a connu une grande popularité de la fin des années 1920 au début des années 1930, puis de nouveau brièvement de la fin des années 1940 au début des années 1950, mais il a rapidement disparu du discours général après la mort de Sörgel.   
Depuis lors, la plupart des propositions de barrage du détroit de Gibraltar se sont concentrées sur le potentiel hydroélectrique d'un tel projet et n'envisagent pas d'abaissement substantiel du niveau de la mer Méditerranée. Une nouvelle idée, impliquant un barrage en tissu tendu entre l'Europe et l'Afrique du Nord dans le détroit de Gibraltar, est envisagée pour faire face à toute élévation future du niveau de la mer à l'échelle mondiale en dehors du bassin de la mer Méditerranée.

## Dans la fiction
- Dans Le Maître du Haut Château de Philip K. Dick (1962), le projet Atlantropa a été plus ou moins suivi, la mer Méditerranée ayant été vidée et remplacée par d'immenses espaces fertiles.
- Dans le diptyque Ilium et  Olympos de Dan Simmons, la mer Méditerranée a également été vidée et remplacée par des terres arables.

### Vidéographie
- Le Projet Atlantropa - Assécher la Mer Méditerranée, par Epic Teaching of the History